# Scleria minima
Scleria minima är en halvgräsart som beskrevs av Charles Baron Clarke. Scleria minima ingår i släktet Scleria och familjen halvgräs. Inga underarter finns listade i Catalogue of Life.